# John K. Gerhart

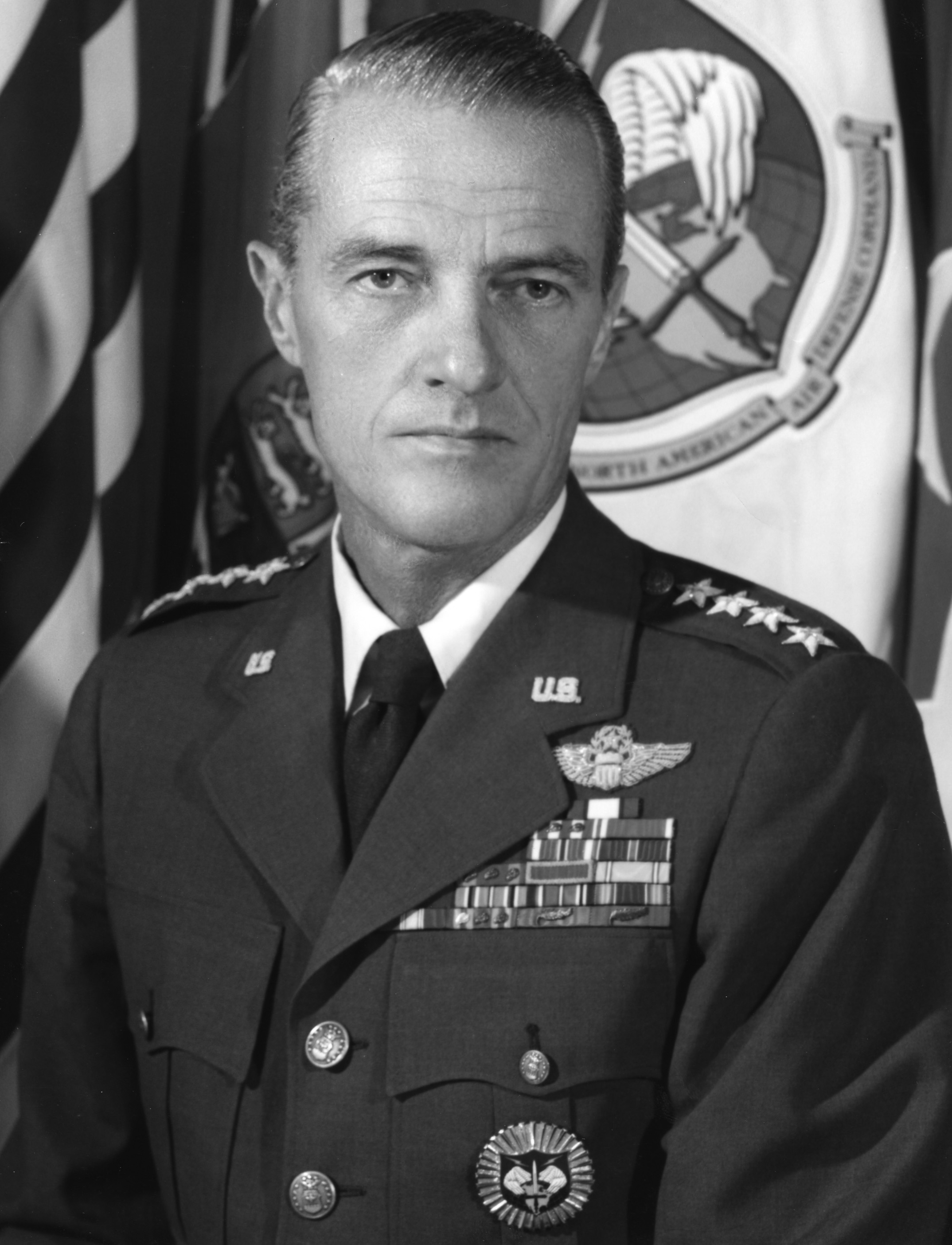
General John K. Gerhart

John Koehler Gerhart (* 27. November 1907 in Saginaw, Michigan; † 9. Januar 1981 in Colorado Springs, Colorado) war ein US-amerikanischer Offizier der US Air Force, der als Generalleutnant zwischen 1957 und 1962 stellvertretender Chef des Luftwaffenstabes für Planung und Programme (Deputy Chief of Staff of the Air Force for Plans & Programs) sowie zuletzt als General von 1962 bis 1962 Oberkommandierender des Nordamerikanischen Luftverteidigungskommandos NORAD (North American Aerospace Defense Command) war.

## Leben

### Studium, Offiziersausbildung und Zweiter Weltkrieg

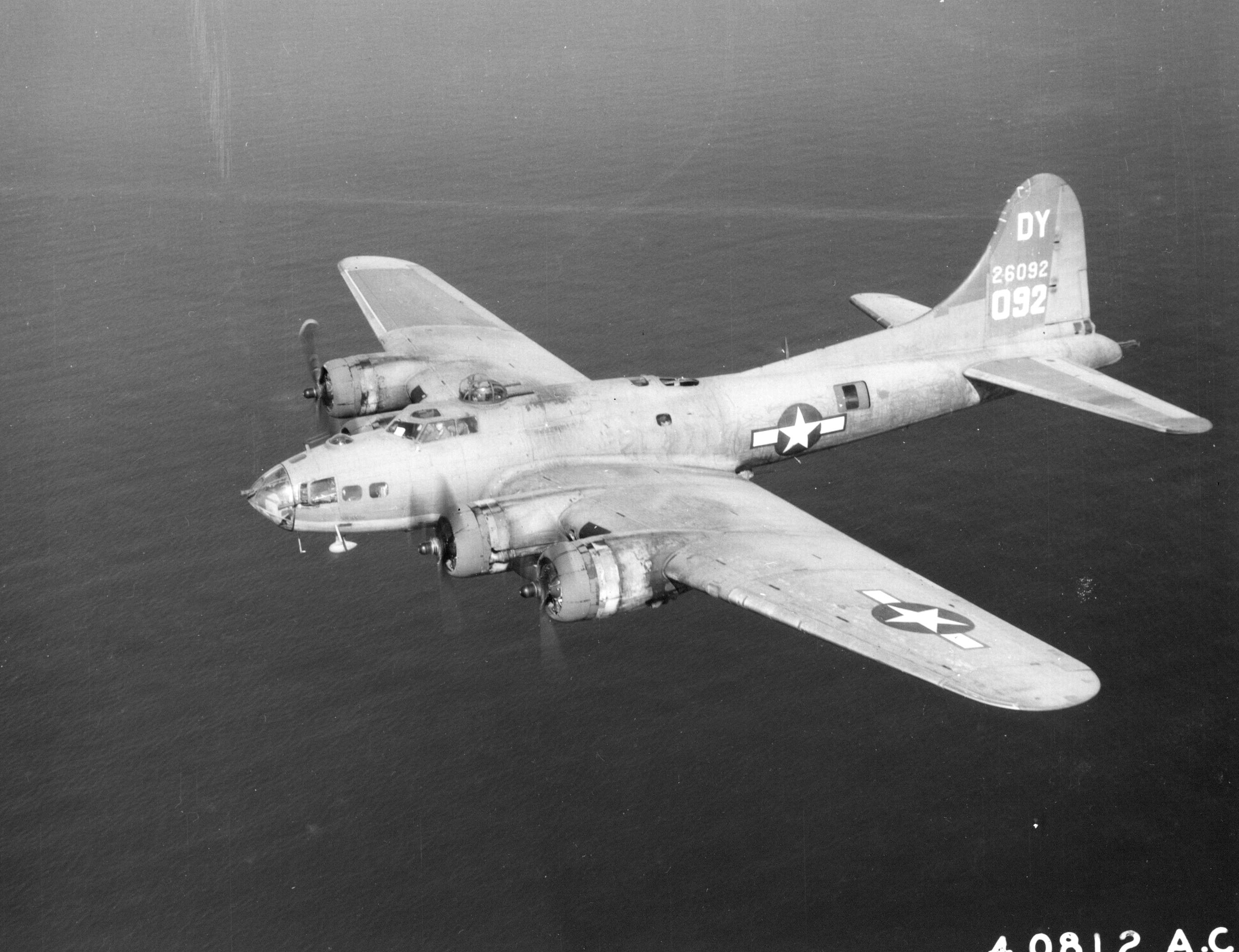
Oberst Gerhart war zwischen 1944 und 1945 Kommandeur des 93. Kampfbombergeschwaders (Commanding Officer 93rd Combat Bombardment Wing), das aus vier mit Boeing B-17 Flying Fortress-Bombern ausgestatteten Gruppen bestand.

John Koehler Gerhart begann nach dem Schulbesuch ein Studium der Philosophie an der University of Chicago, das er 1928 mit einem Bachelor (BA Philosophy) abschloss. Er trat der Reserve des Heeresfliegerkorps USAAC (US Army Air Corps) bei und wurde am 12. Oktober 1929 zum Leutnant (Second Lieutenant) befördert, nachdem er die Advanced Flying School in Kelly Field, der heutigen Lackland Air Force Base in Texas, abgeschlossen hatte. Im Anschluss wurde er zum Militärflugplatz in Mitchel Field, der heutigen Mitchel Air Force Base in Long Island, versetzt, woraufhin verschiedene Verwendungen folgten. Am 1. August 1935 wurde er zum Oberleutnant (First Lieutenant) befördert. Nachdem er mehrere Jahre als Flugtestpilot für Motor- und Segelflugzeuge tätig gewesen war, wurde er am 6. Januar 1940 zum Hauptmann (Captain) befördert und war zwischen dem 12. Juli 1940 und dem 30. Juni 1941 Assistierender Operationsoffizier der Fliegerischen Einheit der Felddienstsektion der Materialdivision der des Fliegerkorps (Assistant Operations Officer, Flying Branch, Field Service Section, Air Corps Material Division). Dort er erhielt am 21. März 1941 den vorübergehenden Dienstrang eines Majors (Temporary Major). Er absolvierte im April 1941 die Air Corps Tactical School auf dem Luftwaffenstützpunkt Maxwell Air Force Base und war daraufhin vom 1. Juli 1941 bis Januar 1942 Assistierender Offizier für postoperative Angelegenheiten (Assistant Post Operations Officer) auf dem Militärflugplatz Wright Air Force Base in Dayton.
Kurz nach dem japanischen Angriff auf Pearl Harbor am 7. Dezember 1941 und dem darauf folgenden Eintritt der Vereinigten Staaten in den Zweiten Weltkrieg am 11. Dezember 1941 trat Gerhart der neu gegründeten Achten Luftflotte (Eighth Air Force) bei, der sogenannten „Mighty Eighth“. Dort war er zwischen dem 21. Januar und dem 1. April 1941 Verwaltungsstabsoffizier (Executive Officer) des 8. Bomberkommandos (8th Bomber Command). Er erhielt am 5. Januar 1942 den vorübergehenden Rang eines Oberstleutnant (Temporary Lieutenant Colonel) und war vom 2. April bis Dezember 1942 Assistierender Chef des Stabes für Operationen und Ausbildung (Assistant Chief of Staff for Operations & Training (A-3)) der Achten Luftflotte, mit deren erstem Kontingent er im Juli 1942 nach England verlegt wurde.

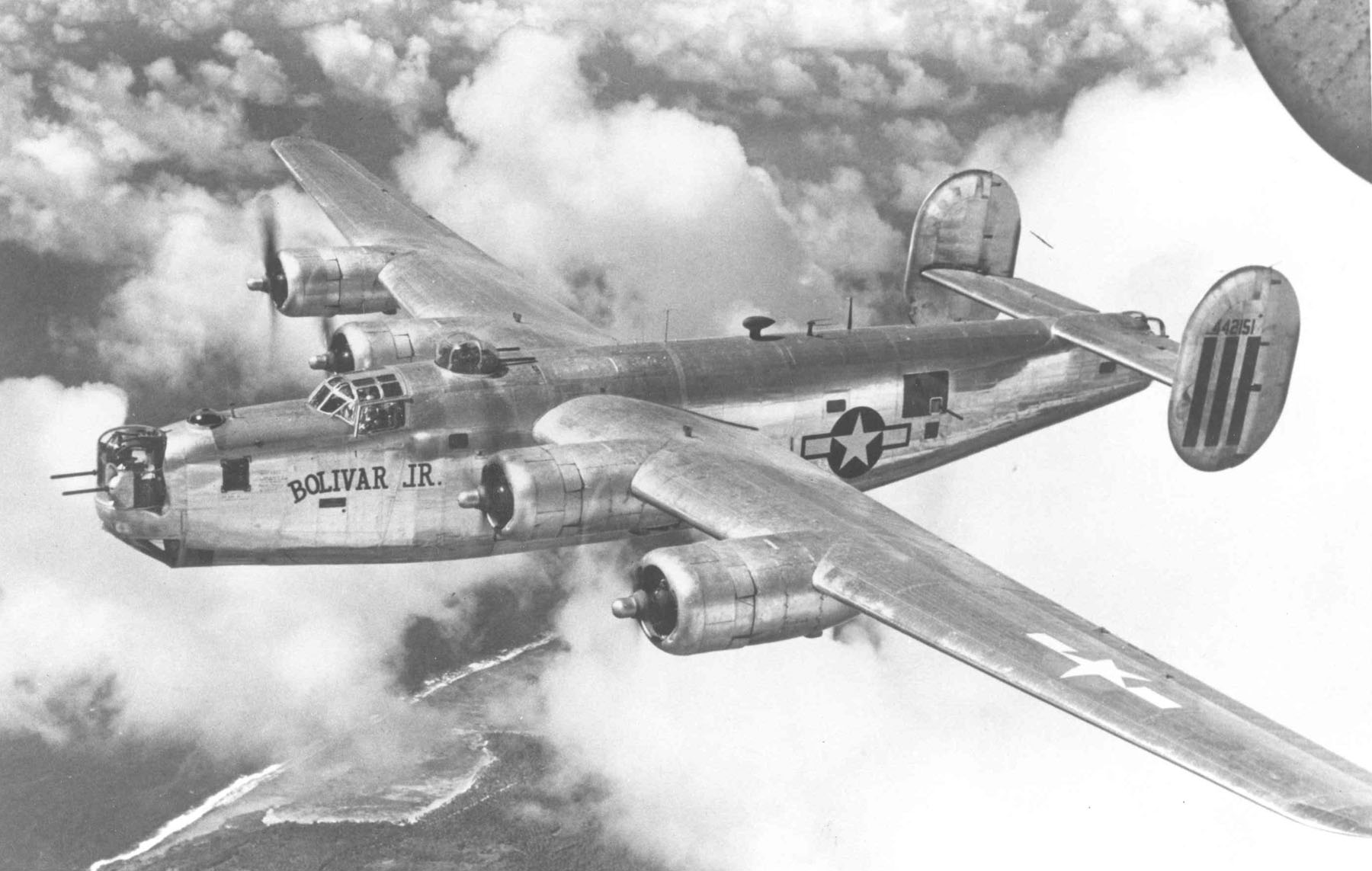
Am 20. Juni 1944 flog er einen Angriff mit einem Consolidated B-24 „Liberator“-Bomber und wurde hierfür mit dem Distinguished Flying Cross ausgezeichnet.

Nachdem er vom 11. Februar bis zum 8. Juni 1943 Kommandeur der Prüfungsgruppe des 16. Basisoperationsausbildungsgeschwaders (Commanding Officer Proving Group, 16th Base Operations Training Wing) war, fungierte er zwischen dem 22. Juni 1943 und dem 1. Januar 1944 als Kommandeur über die 95. Bombengruppe (95th Bombardment Group) der Achten Luftflotte. Durch die Allgemeine Verordnung General Orders No. 22 vom 9. Januar 1944 wurde er für einen Kampfeinsatz für seine Tapferkeit erstmals mit dem Silver Star ausgezeichnet. Am 1. September 1943 wurde er zum Oberst der Army of the United States (AUS) ernannt, die nach dem Angriff auf Pearl Harbor am 7. Dezember 1941 aufgestellt und nach Ende des Zweiten Weltkrieges am 2. April 1948 deaktiviert wurde. Durch die Allgemeine Anordnung General Orders No. 210 vom 18. November 1943 wurde er für einen Bomberangriff am 16. September 1943 mit einem weiteren Silver Star geehrt, der ihm in Form eines bronzenen Eichlaubzweiges (Bronze Oak Leaf Cluster) verliehen wurde. Er übernahm zwischen dem 2. Januar und dem 16. April 1944 den Posten als Assistierender Chef des Stabes für Operationen und Ausbildung der 3. Bomberdivision (3rd Bombardment Division) und erhielt durch die Allgemeine Verordnung General Orders No. 249 vom 3. April 1944 für einen Bomberangriff über Deutschland am 10. Oktober 1944 noch einen weiteren Silver Star, der ihm wieder in Form eines bronzenen Eichlaubzweiges verliehen wurde. Nachdem sich die Jagdeskorte zurückgezogen hatte, wurde das von ihm geführte Geschwader von über 200 feindlichen Flugzeugen angegriffen. Trotz der Intensität dieser Angriffe gruppierte er seine Einheiten neu und führte sie zum zugewiesenen Ziel.
Gerhart war vom 17. April 1944 bis zum 13. Mai 1945 Kommandeur des 93. Kampfbombergeschwaders (Commanding Officer 93rd Combat Bombardment Wing), das aus vier mit Boeing B-17 Flying Fortress-Bombern ausgestatteten Gruppen bestand. Am 20. Juni 1944 flog er einen Angriff mit einem Consolidated B-24 „Liberator“-Bomber und wurde hierfür mit dem Distinguished Flying Cross ausgezeichnet. Er bewies überlegene Fähigkeiten, als er das Geschwader bei diesem tiefen Eindringen in stark verteidigtes feindliches Gebiet führte. Seine makellose Luftdisziplin führte zu einer engen Verteidigungsformation und erfolgreichen Bombenangriffen auf eine wichtige feindliche Einrichtung. Er wurde am 23. Januar 1945 noch zum Brigadegeneral der Army of the United States ernannt und erhielt durch die Allgemeine Verordnung General Orders No. 145 vom 7. Juli 1945 für außergewöhnlich verdienstvolles Verhalten bei der Erbringung herausragender Dienste, hervorragende taktische Fähigkeiten, solide Führung und professionelle Verwaltungsfähigkeiten den Legion of Merit.

### Nachkriegszeit und Aufstieg zum General

#### Verwendungen als Brigadegeneral und Generalmajor

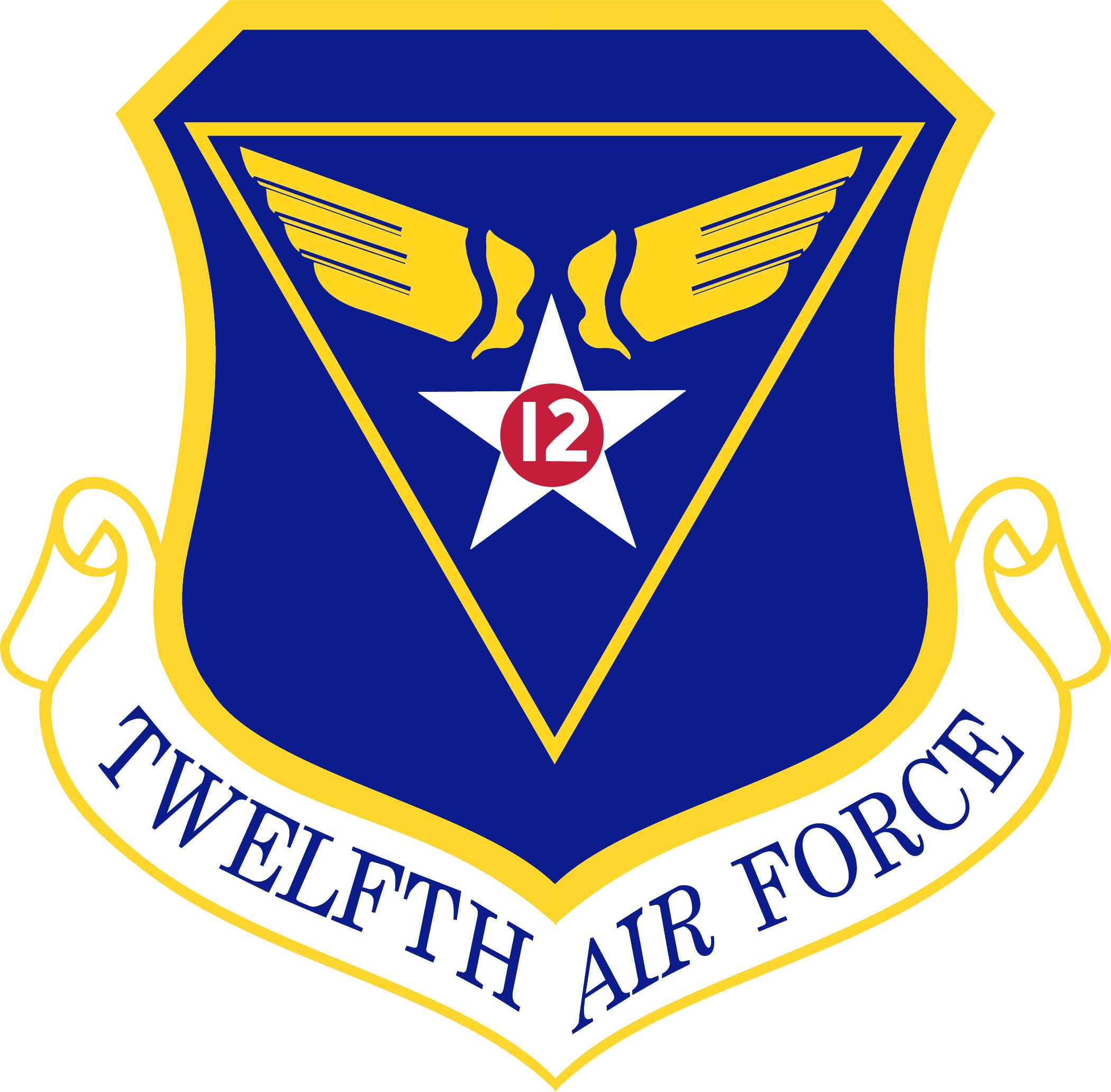
Als Generalmajor war Gerhart zwischen 1956 und 1957 Kommandeur der in der Bundesrepublik Deutschland stationierten Zwölften US-Luftflotte (Twelfth Air Force).

Nach Kriegsende war John K. Gerhart vom 1. Juli bis zum 31. Dezember 1945 Mitglied des Separationssausschusses des US-Kriegsministers (Secretary of War’s Separations Board) sowie daraufhin zwischen dem 19. Februar und dem 31. Dezember 1946 Luftwaffenberater der US-Berater beim Außenministerrat der Hauptsiegermächte. Er begleitete die Delegation bei Treffen in London und Paris, die mit der Ausarbeitung der Friedensverträge mit den Staaten in Südosteuropa und Italien beteiligt war. Nach seiner Rückkehr in die USA war er im Washington, D.C. zwischen dem 1. Januar und dem 22. September 1947 Mitglied des Offiziersauswahlausschusses (Officers Selection Board) im Hauptquartier der US Army Air Forces (USAAF), aus der am 17. September 1947 die United States Air Force (USAF) hervorging. Dort wurde er am 6. Januar 1947 in den ständigen Dienstgrad eines Majors befördert. Er blieb im Hauptquartier der neu gegründeten USAF und war dort zwischen dem 23. und 28. September 1947 kurzzeitig stellvertretender Direktor für Information sowie zwischen dem 29. September 1947 und dem 15. Januar 1948 Leiter der Legislativ- und Verbindungsabteilung (Director of the Legislation & Liaison Division), ehe er vom 16. Januar 1948 bis zum 31. Dezember 1949 als Direktor des Statistischen Dienstes (Director of Statistical Services) im Büro des Kontrolleurs (Office of the Comptroller) der Luftwaffe fungierte. In dieser Verwendung wurde er am 2. April 1948 in den ständigen Dienstgrad eines Oberst (Colonel) befördert und absolvierte zudem ein Studium an der Harvard Business School (HBS).
Danach war Colonel Gerhart zwischen dem 1. Januar 1950 und dem 14. Juli 1951 in der Zentralen Kontrollgruppe im Büro der Vereinigten Stabschefs (US Central Control Group, Office of the Joint Chiefs of Staff) Chef des Stabes der Gemeinsamen Eingriffskräfte Drei (Joint Task Force 3), die im Frühjahr 1951 die ersten thermonuklearen Tests im Pazifischen Ozean auf dem Eniwetok-Atoll durchführte. Er war vom 1. Juli 1951 bis März 1953 stellvertretender Leiter der Operationsabteilung (Deputy Director of Operations) im Hauptquartier der US-Luftstreitkräfte. Dort wurde er am 9. Oktober 1951 in den ständigen Dienstgrad eines Brigadegenerals (Brigadier General) befördert und erhielt am 3. Dezember 1952 zudem den vorübergehenden Rang eines Generalmajors (Temporary Major General). Im März 1953 wurde er Berater der Vereinigten Stabschefs im Planungsausschuss (Planning Board) des Nationalen Sicherheitsrates NSC (US National Security Council) und erhielt in dieser Funktion am 7. April 1954 seine Beförderung zum Generalmajor (Major General). Er war danach zwischen März 1955 und März 1956 Leiter der Militärischen Unterstützungs- und Beratergruppe MAAG (Military Assistance Advisory Group) für das Vereinigte Königreich. Im März 1956 übernahm er den Posten als Kommandeur der in der Bundesrepublik Deutschland stationierten Zwölften US-Luftflotte (Commanding General, Twelfth Air Force) und hatte diesen bis Juni 1957 inne.

#### Verwendungen als Generalleutnant und General

General John K. Gerhart war zuletzt von 1962 bis 1965 Oberkommandierender des Nordamerikanischen Luftverteidigungskommandos NORAD (North American Aerospace Defense Command).

John K. Gerhart wurde am 30. Juni 1957 Generalleutnant (Lieutenant General) und übernahm nach seiner Rückkehr in die USA im Juli 1957 im Hauptquartier der US Air Force den neugeschaffenen Posten als stellvertretender Chef des Luftwaffenstabes für Planung und Programme (Deputy Chief of Staff of the Air Force for Plans & Programs). Er verblieb bis zum 31. Juli 1962 fünf Jahre auf diesem Posten und wurde danach von Generalleutnant David A. Burchinal abgelöst. Durch die Allgemeine Verordnung General Orders No. G-64 des Luftwaffenministeriums (US Department of the Air Force) vom 10. August 1962 wurde er für seine Demonstration außergewöhnlicher Kompetenz, überlegener Fähigkeiten und engagierter Pflichterfüllung, die zu entscheidenden Beiträgen zur Sicherheit der Vereinigten Staaten führten, erstmals mit der Air Force Distinguished Service Medal ausgezeichnet.
Am 29. Juni 1962 wurde Gerhart zum General befördert und wurde daraufhin am 1. August 1962 von Präsident John F. Kennedy als Nachfolger von General Laurence S. Kuter zum Oberkommandierenden des Nordamerikanischen Luftverteidigungskommandos NORAD (North American Aerospace Defense Command) ernannt. Er hatte diese Funktion bis zum 30. März 1965 inne und trat nach 36 Dienstjahren in den Ruhestand, woraufhin General Dean C. Strother am 1. April 1965 seine Nachfolge antrat.
Gerhart war mit Helen O’Brien Gerhart (1910–1978) verheiratet. Nach seinem Tode wurde er auf dem United States Air Force Academy Cemetery in Colorado Springs beigesetzt.

## Auszeichnungen
Auswahl der Dekorationen, sortiert in Anlehnung an die Order of Precedence of Military Awards:
- Air Force Distinguished Service Medal  (2×)
- Silver Star (3×)
- Legion of Merit
- Distinguished Flying Cross
- Bronze Star
- Air Medal (3×)

Das General John K. Gerhart Fellowship, ein zweijähriges Studienprogramm in Paris, das von der US Air Force Academy zugunsten von einem oder zwei Absolventen pro Jahr angeboten wird, ist ihm zu Ehren benannt. Ferner erhielt er das französische Croix de guerre mit Palme und das belgische Kriegskreuz mit Palme.